# 윈도우 구형 PC를 위한 펀더멘털
윈도우 구형 PC를 위한 펀더멘털(Windows Fundamentals for Legacy PCs)은 마이크로소프트에서 2006년 7월 8일에 출시한 윈도우 XP 서비스 팩 2 기반의 운영 체제이다. 원래의 윈도우 XP와 거의 비슷한 기능을 제공하지만 오래된 개인용 컴퓨터에 알맞게 최적화된 것이 특징이다.

## 설명
마이크로소프트는 '윈도우 구형 PC를 위한 펀더멘털' (이하 "WinFLP")을 윈도우 운영 체제에서 핵심적으로 수행되어야 하는 기본 서비스 (방화벽, 윈도우 업데이트, 그룹 정책)를 지원하는 '특성화된 운영 체제'로 소개하고 있다. 또한 기존의 윈도우 95, 윈도우 98, 윈도우 밀레니엄을 기반으로 구동되는 노후한 PC들에 대하여 합리적인 대체 방안으로서 FLP를 제시하고 있다. FLP는 마이크로소프트 소프트웨어 보험 가입자에게 한정적으로 제공되는 버전으로 일반 소매용 운영 체제는 아니며, 마이크로소프트는 앞서 언급한 구형 윈도우 운영 체제들에 대하여 윈도우 2000과 윈도우 XP로 업그레이드하는 것을 권장하고 있다.

## 최소 및 권장 사양
- 인텔 펜티엄 호환 프로세서 (최소 클럭 233 MHz, 권장 클럭 300 MHz)
- 최소 64MB 메모리, 128MB 메모리 권장
- 최소 500MB 하드 디스크 공간 (전체 설치할 때 1 기가바이트 이상)
- 최소 800x600 및 256색 표시가 가능한 VGA
- 10Mbps 네트워크 카드

참고: 낮은 사양의 컴퓨터를 위한 것이지만 듀얼 프로세서를 지원한다.

## 이점
오래된 컴퓨터에서 더 나은 성능을 제공할 뿐 아니라 파일 수가 적으므로 시동 속도가 빠르고 서비스 수가 적어서 보안 및 반응을 개선한다.

## 제한 및 문제점
- 전화 접속 네트워킹 기능이 포함되어 있지 않다.
- 몇몇 프로그램과의 호환성 문제가 있을 수 있다.
- 몇몇 구형 버전의 윈도우용 하드웨어 드라이버와의 호환성 문제가 있을 수 있다.
- 기존 운영 체제로부터의 업그레이드 설치가 지원되지 않고, 설치할 때마다 언제나 하드 디스크를 포맷해야만 한다.
- 그림판이 포함되어 있지 않다.
- 조이스틱 제어판 도구 (JOY.CPL)가 포함되어 있지 않다.
- NULL.SYS 드라이버가 없어서 Cygwin에서는 /dev/null 장치를 사용할 수 없고, 마이크로소프트 비주얼 C++ 버전 2005에서 컴파일러가 올바르게 작동하지 않는다. 그러나 완전하지는 않지만 이러한 문제점을 해결할 수 있는 적절한 방안이 있다. 또, NULL.SYS 드라이버의 부재와는 관계 없이 명령줄 인터프리터의 예약 장치명 NUL은 정상적으로 기능을 수행한다.
- 세로 쓰기 글꼴이 포함되어 있지 않다.
- 설치시 시스템 언어(로캘)를 한국어로 설정하면 역슬래시 기호가 일본의 엔화로 표기된다. 그러나 영어로 설치한 뒤 언어 옵션을 한국어로 변경하면 대한민국의 원화로 올바르게 표기된다.
- 인터넷 익스플로러 7 이상으로 IE를 업그레이드 시에, MUI가 적용되지 않고, 영어로 표기된다.
- 윈도우 미디어 플레이어는 MUI가 적용되지 않고, 영어로 표기된다.
- 실행 파일의 속성에 호환성 탭이 존재하지 않는다.